# Melora Creager
Melora Creager (Kansas City, 25 marzo 1966) è una cantante e violoncellista statunitense.

## Carriera
Nel 1991 ha fondato il gruppo Rasputina, di cui è la leader e autrice principale. Nei suoi testi si fanno molti riferimenti alla storia e alla cronaca.
In precedenza, verso la fine degli anni '80, ha fatto parte del gruppo Ultra Vivid Scene.
Ha collaborato dal vivo con i Nirvana suonando il violoncello in alcune tappe europee del loro tour europeo dell'album In Utero.
Ha pubblicato due album da solista, uno nel 2006 dal titolo Perplexions e uno nel 2015 dal titolo Fa La La.

## Discografia
Solista
- 2006 - Perplexions
- 2015 - Fa La La

con i Rasputina